# Педагогическая инноватика
Педагогическая инноватика — раздел педагогики, в котором изучается природа, закономерности возникновения и развития педагогических инноваций в отношении субъектов образования, а также обеспечивающая связь педагогических традиций с проектированием будущего образования.

## Ключевые понятия
Ключевые понятия педагогической инноватики: педагогическое новшество, инновация, нововведение, инновационный процесс, новаторская педагогика, инновационная деятельность, инновирование.

## Объект и предмет
Объект педагогической инноватики – процесс возникновения, развития и освоения инноваций в образовании и воспитании учащихся, ведущих к прогрессивным изменениям качества их воспитания и развития. 
Предмет педагогической инноватики – совокупность педагогических условий, средств и закономерностей, связанных с разработкой,обоснованием эффективности и освоением педагогических новшеств в педагогическую деятельность.
Педагогическая инноватика основывается на учете личностных характеристик обучающихся с применением модернизированного педагогического инструментария педагогов.
Вопросы педагогической инноватики исследуются в Институте педагогических инноваций РАО, в  научной школе А. В. Хуторского.